# César Moritz
César Moritz (* 23. Mai 1948 in Brusque) ist ein ehemaliger brasilianischer Politiker.
Moritz wurde als Sohn des Carlos Moritz und der Ruth de Sá Moritz geboren. Für die Partei Movimento Democrático Brasileiro (MDB) wurde er am 15. November 1978 mit 15.086 Stimmen zum Landesabgeordneten in die Legislativversammlung von Santa Catarina (Assembleia Legislativa de Santa Catarina) gewählt und gehörte ihr für die 9. Legislaturperiode von 1979 bis 1983 an.